# Hycleus kirgisicus
Hycleus kirgisicus là một loài bọ cánh cứng trong họ Meloidae. Loài này được Aksentjev & Sadykova miêu tả khoa học năm 1990.